# Láska s výstrahou
Láska s výstrahou, v originále Two Weeks Notice, je americký film, romantická komedie z roku 2002, s Hugh Grantem a Sandrou Bullockovou v hlavních rolích. Režisérem snímku byl Marc Lawrence. Film byl komerčně velmi úspěšný, při rozpočtu 60 milionů dolarů vydělal celosvětově 199 043 242 dolarů.